# Stary Szpital Starozakonnych w Warszawie

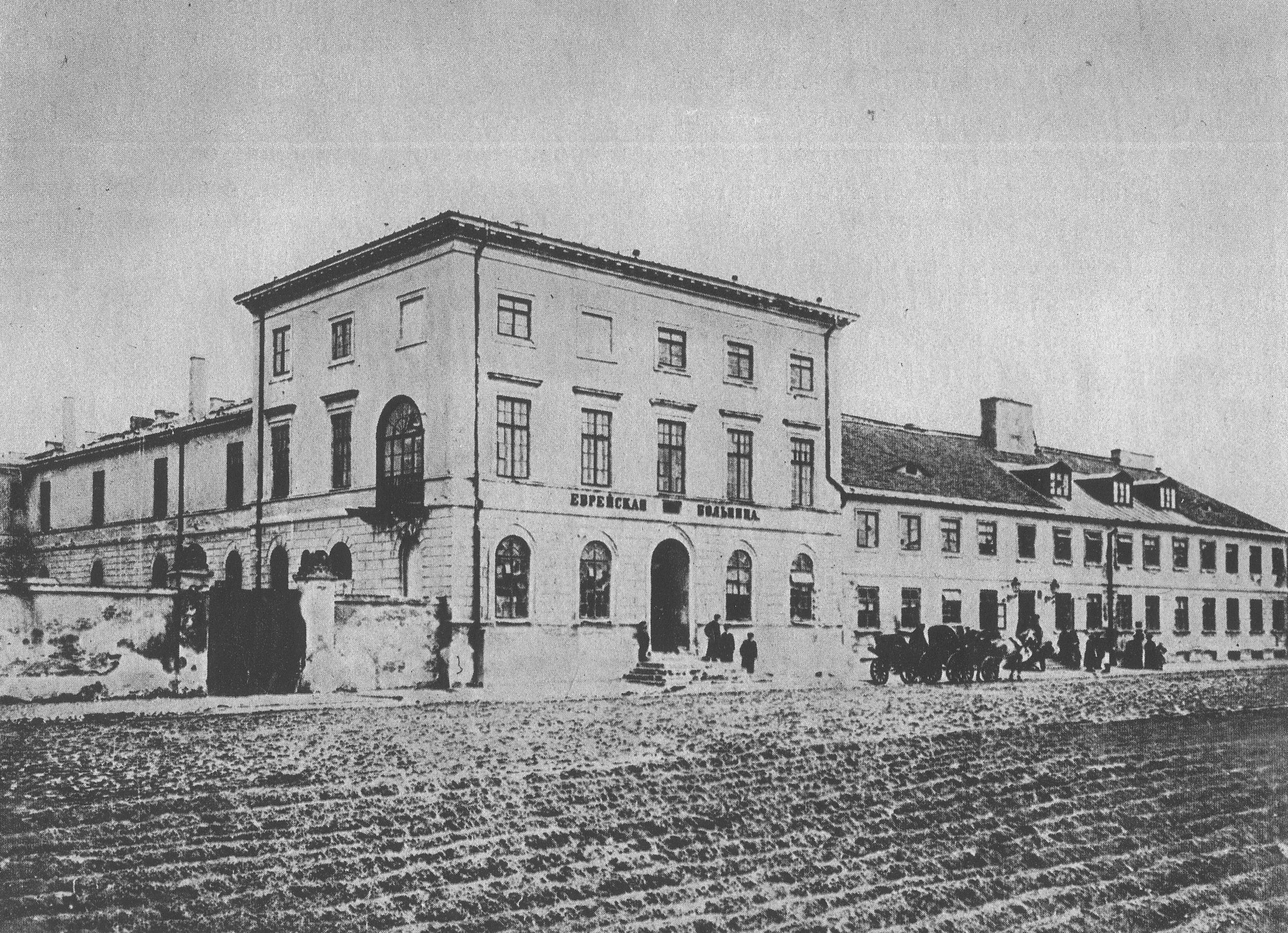
Stary Szpital Starozakonnych w Warszawie

Stary Szpital Starozakonnych w Warszawie – żydowska placówka medyczna założona w 1833 przy ul. Inflanckiej na warszawskim Muranowie.

## Historia
Szpital w budynku przy ul. Inflanckiej (róg ul. Pokornej) funkcjonował do 1902, kiedy to otwarto nowy Szpital Starozakonnych na Czystem.
W latach 1914–1916 budynki szpitala przy Inflanckiej wykorzystywane były przez Czerwony Krzyż. W 1916 urządzono zaś Szpital Miejski Chorób Zakaźnych, wkrótce zajęty przez wojsko niemieckie, a od 1918 – polskie, jako Wojskowy Szpital Epidemiczny. W 1921 wszedł on w struktury 1. Szpitala Okręgowego jako oddział zakaźny. Ponadto, cztery lata później, w budynkach magazynowych utworzono Pomocniczą Składnicę Sanitarną nr 1, istniejącą do 1931.
Budynek dawnego szpitala żydowskiego zburzony został w 1944, w czasie II wojny światowej. Po wojnie na terenie zajmowanym przez szpital zbudowano m.in. urząd celny oraz nową zajezdnię dla autobusów komunikacji miejskiej.